# Ørnsø
Ørnsø er en sø i den vestlige ende af Silkeborg. Den er på cirka 45 hektar og er 10,5 meter dyb på det dybeste sted. Den får det meste af sit vand fra Funder Å i vest og Arnakkekilden i syd ved Silkeborg Bad, men også fra nogle kilder neden for Funder Krat. Her har der bl.a. været et ørreddambrug. I sydenden af søen ligger nogle moser og småsøer, som hedder Tranevig. I nordsiden kommer et lille tilløb fra Pøtsø og Lyngsø.  Ørnsø har sit afløb via Lyså til Silkeborg Langsø og derigennem til Gudenåen. Det er en næringsrig sø med et rigt fugleliv og godt fiskeri.

## Sort sol
Om efteråret, især i midten af oktober, kan man se Sort sol, altså det fænomen, at fuglene flyver i meget store formationer før de lander og hviler for natten.

## Ørnsø trinbræt
1. november 1954 blev Ørnsø trinbræt anlagt på Horsens-Bryrup-Silkeborg Jernbane. Banen blev nedlagt 30. marts 1968. Nu går Bryrupbanestien på banens tracé. Fra jernbanebroen over Kroghsvej er der udsigt til Ørnsø. Fra krydset Kroghsvej-Vesterled var der anlagt en sti 100 m mod syd til trinbrættet. Stien er nu asfalteret.